# Bromur de liti
El bromur de liti, LiBr, és un compost inorgànic iònic, format per cations liti, Li+ i anions bromur Br–. Es presenta en forma de cristalls blancs. La seva estructura cristal·lina és cúbica, tipus clorur de sodi. És un compost molt higroscòpic, per la qual cosa forma hidrats.
La seva toxicitat és baixa, DL50 en rates és de 1 800 mg/kg.

## Preparació
El bromur de liti es pot preparar a partir del carbonat de liti per reacció amb àcid bromhídric:
Li₂CO₃ + 2 HBr → 2 LiBr + H₂O + CO₂

## Aplicacions
- Per les seves propietats absorbents de l'aigua s'empra com a dessecant en sistemes d'aire condicionat.

- També s'empra com a reactiu en síntesi orgànica.

- En medicina fou emprat com a sedant a principis del segle XX però s'abandonà els anys quaranta degut a diverses morts degut a un ús incorrecte. Com el carbonat de liti i el clorur de liti s'empra en el tractament del trastorn bipolar.